# Pilar Rufí i Bosch
Pilar Rufí i Bosch (Barcelona, 25 de febrer de 1892 - Barcelona, 25 d'agost de 1969) fou una soprano liederista, professora de cant i compositora catalana.

## Biografia
Pilar Teresa Maria Rufí i Bosch va néixer al carrer de l'Oli de Barcelona, filla de Serafí Rufí i Serna, natural d'Esparreguera, i de Maria Bosch i Masbernat, de Les Borges Blanques.
Va estudiar cant, solfeig i piano a l'Escola de la Societat Choral Euterpe, amb Valentí Giménez i Jovita Compte, i a l'Escola Municipal de Música de Barcelona amb Joaquim Canals i Matavacas (1859-1938), pare de la pianista Maria Canals i Cendrós, i la professora Elisa Vázquez i Alabern, i harmonia i composició amb el mestre Josep Barberà, al Conservatori del Liceu.
L'any 1906 formava part de l'Agrupació Sang Nova, amb la qual va participar en la Festa dels Jocs Florals d'aquell any. En 1914 va participar, acompanyada al piano per la professora Itàlia Cantieri de Seguí, en el concert en homenatge a mossèn Cinto Verdaguer del 15 de març al Palau de la Música Catalana de Barcelona, un festival organitzat per l'Escola Catalana Gratuïta Mossèn Cinto a benefici de l'aixecament del monument al prevere a la ciutat de Barcelona. Va continuar amb una gran activitat de cantant de concerts al llarg de les dècades del 1910 a la del 1930, arreu de Catalunya.
El 30 de setembre de 1923 guanyà un premi de composició de cançons per a infants a les Festes de la Poesia i la Música convocades per l'Orfeó Gracienc. Intervingué com a solista en les activitats de l'Associació Obrera de Concerts. Actuà en nombrosos concerts amb orquestra. Destacà en el Primer Festival de música catalana dedicat a Jaume Pahissa (11 de desembre de 1927) i el 1929 intervingué en les Conferències Musicals de la Facultat de Filosofia i Lletres organitzades per la Universitat de Barcelona.
L'any 1930 va participar en un seguit d'accions pro-pesos polítics, amb l'Escola Choral Martinenca, inclòs el concert de l'1 de juny sota la direcció de Manuel Bosser i Biosca.
Amb motiu del 250è aniversari del naixement de Johann Sebastian Bach interpretà, en primera audició a Barcelona, la cantata Non sa che sia dolore, l'única del músic alemany amb text italià, amb l'Associació de Música Antiga sota la direcció del mestre Joan Lamote de Grignon, en un dels salons de la Cambra Oficial de Comerç i Navegació, a la Llotja de Mar de Barcelona. Com a cantant d'òpera s'inicià el 26 d'abril de 1935 com a protagonista en l'estrena de l'òpera de cambra Dafnis i Cloe, d'Antoni Marquès, al Teatre Studium de Barcelona.
En començar la Guerra Civil Espanyola, Pilar Rufí es va oferir al Conseller de Cultura de la Generalitat, Bonaventura Gassol i Rovira, per a participar en esdeveniments organitzats en benefici de les víctimes del feixisme. En el manifest de suport enviat a l'Honorable Conseller figuraven les signatures també de l'Associació Obrera de Concerts, Joan Lamote de Grignon, Andreua Fornells, Ricard Lamote de Grigon, Alexandre Vilalta, Josefa Paulet, Antoni Pérez i Moya i Joan Suñe i Sintes. El seu nom desapareix de les hemeroteques just coincidint amb la finalització de la guerra, i reapareix només ocasionalment. L'octubre de 1956 participà en un acte d'homenatge al sacerdot músic i compositor José Antonio de Donostia, traspassat l'agost de 1956, que li havia dedicat dues cançons. L'homenatge va tenir lloc al convent dels Caputxins de Sarrià. Al maig següent, el 1957, es va repetir un concert homenatge al músic basc al Casal del Metge de Barcelona, on també va participar Pilar Rufí, acompanyada de la pianista Mercè Cardona.
Va cantar moltes vegades a Ràdio Barcelona, des del moment de la seva fundació.
Maria Bosch i Pedrós, esposa del poeta Sebastià Sánchez-Juan, era filla de Josep Bosch, cosí germà de Pilar Rufí. La cantant els presentà a casa seva, un fet que el poeta recordava més tard amb aquestes paraules:
«Al redós del piano inspirat de fragàncies,
el canari, golós de flors de romaní,
penja ses dolces dissonàncies
a les cantúries de Pilar Rufí».
Pilar Rufí morí a Barcelona el 25 d'agost de 1969.

## Activitat com a professora
A partir de 1920 fou professora de música de l'Escola Montessori de Barcelona. Amb Josep Barberà va desenvolupar en aquesta escola uns treballs d'experimentació que van exposar al Consell de Pedagogia de la Mancomunitat de Catalunya. Fou també professora de cant de l'Acadèmia Vives, dels germans Ricard Vives i Felip Vives. De manera associada a aquesta activitat de l'Acadèmia Vives, va cantar també en concerts on participava el Trio Barcelona, integrat per Ricard Vives, Marià Perelló i Joaquim Pere Marés. L'any 1937 la Generalitat de Catalunya la va designar per a les classes de cant de l'Escola Professional per a la Dona.